# Cerro Bonete
El Cerro Bonete, mal anomenat sovint Bonete Chico, és un volcà del nord-est de la provincia de La Rioja (Argentina), a prop del límit de la província de Catamarca, amb un cim de 6.759 metres, cosa que el fa ser el cinquè cim aïllat més alt del continent americà, rere l'Aconcagua, els Ojos del Salado, el Monte Pissis i el Huascarán. Forma part de l'hemicicle dels volcans més alts del món, compost per Veladero, Baboso, Reclus, Gemelos, Monte Pissis, Peñas Azules y Bonete.
El primer intent d'escalada es va produir l'any 1913 des de l'est, pel geòleg alemany Walther Penck, però que només va arribar, enmmig dels núvols, a un cim previ.
El nom Bonete Chico, només correspon al petit con que el corona, però no al massís pròpiament dit.